# كما يطير الغراب

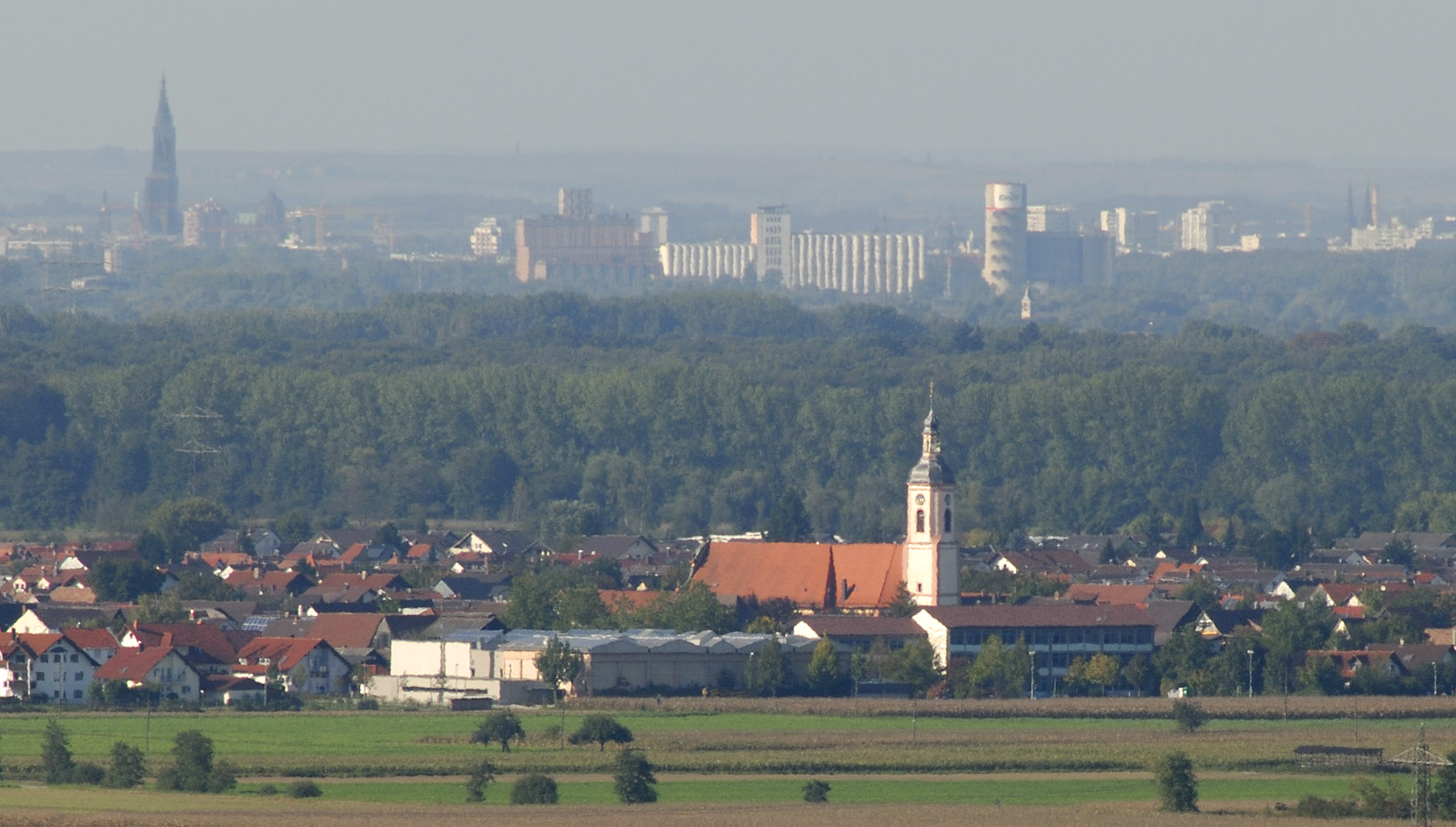

كما يطير الغراب هو تعبير اصطلاحي عن أقصر مسافة بين نقطتين (في خريطة ما بغض النظر عن التداخل في التضاريس) وهو ما يسمى بالمسافة الجيوديسية. وتستخدم العبارة المماثلة لها: كما يركض الذئب في التعبير عن التباين) و (ربما في مسافات أكبر بكثير) التي تتطلب السفر بين نقطتين.
فعلى سبيل المثال: المسافة على الدائرة العظمى بين مدينتي كي ويست وبينساكولا على طرفي ولاية فلوريدا في الولايات المتحدة الأمريكية، حيث يكون المسار المباشر جويا من نقطة إلى نقطة هو 524 ميلا (843 كم) أي (كما يطير الغراب)، ويكون أقصر مسار مباشر براّ من نقطة إلى نقطة حوالي 792 ميلا (1275 كم) أي (كما يركض الذئب).